# ونكة سبخية
ونكة سبخية (الاسم العلمي:Littorina irrorata) (بالإنجليزية: Marsh periwinkle )‏ هي نوع من الحيوانات تتبع جنس الونكة من فصيلة الونكات.